# Droma (riu)
El Droma (en francès Drôme) és un riu d'Occitània, a França, afluent esquerra del riu Roine. Té 110 kilòmetres de recorregut.